# Maher Arar
Maher Arar (em árabe: ماهر عرار ) (nascido em 1970) é um engenheiro de telecomunicações com dupla cidadania síria e canadense que reside no Canadá desde 1987.
Arar foi detido durante uma escala no Aeroporto Internacional John F. Kennedy, em setembro de 2002, a caminho de casa, para o Canadá, depois de voltar de férias com a família em Túnis. Ele foi mantido preso sem acusações em confinamento solitário nos Estados Unidos por quase duas semanas, interrogado e negado acesso a um advogado. O governo dos EUA suspeitou que ele fosse um membro da Al Qaeda e o deportou, não para o Canadá, sua atual residência e o passaporte no qual ele estava viajando, mas para a Síria. Ele foi detido na Síria por quase um ano, período em que foi torturado, de acordo com as conclusões de uma comissão de inquérito ordenada pelo governo canadense, até sua libertação para o Canadá. O governo sírio afirmou mais tarde que Arar era "completamente inocente". Uma comissão canadense publicamente removeu Arar de quaisquer ligações com o terrorismo, e o governo do Canadá mais tarde resolveu resolveu um acordo fora dos tribunais com Arar. Ele recebeu C $ 10,5 milhões e o primeiro-ministro Stephen Harper se desculpou formalmente com Arar pelo papel do Canadá em sua "terrível provação." A história de Arar é freqüentemente referida como "rendição extraordinária", mas o governo dos EUA insistiu que era um caso de deportação.
Arar, representado por advogados do Centro de Direitos Constitucionais, entrou com uma ação no Distrito Leste de Nova York, Arar v Ashcroft, pedindo indenização por danos e uma declaração de que as ações do governo dos EUA eram ilegais e violavam suas leis constitucionais, civis e os direitos humanos internacionais. Após a ação ser arquivada pelo Tribunal Distrital Federal, o Segundo Tribunal de Apelações confirmou o arquivamento em 2 de novembro de 2009. O Supremo Tribunal dos Estados Unidos se recusou a rever o caso em 14 de junho de 2010.

## Inicio de vida
Maher Arar nasceu na Síria em 1970 e se mudou para o Canadá com seus pais aos 17 anos de idade em 1987 para evitar o serviço militar obrigatório. Em 1991, Arar tornou-se cidadão canadense.
Arar é bacharel em engenharia da computação pela McGill University e mestre em telecomunicações pelo Institut National de la Recherche Scientifique (uma filial da Université du Québec) em Montreal. Enquanto estudava na Universidade McGill, Arar conheceu Monia Mazigh. Arar e Mazigh se casaram em 1994. Mazigh é PhD em finanças pela McGill University. Eles têm dois filhos: Bara e Houd.
Em dezembro de 1997, Arar se mudou com sua família de Montreal para Ottawa  e listou Abdullah Almalki como seu "contato de emergência" com seu senhorio. Em 1999, mudou-se novamente para Boston para trabalhar na MathWorks, um trabalho que exigia uma quantidade considerável de viagens dentro dos Estados Unidos. Em 2001, Arar retornou a Ottawa para fundar sua própria empresa de consultoria, Simcomms Inc. Na época de sua entrega, Arar foi contratado em Ottawa como engenheiro de telecomunicações.

## Prisão de Arar
Em 26 de setembro de 2002, durante uma escala na cidade de Nova York, em uma rota de férias em família na Tunísia para Montreal, Arar foi detido pelo Serviço de Imigração e Naturalização dos Estados Unidos (INS). O INS estava agindo com base nas informações fornecidas pela RCMP. Quando ficou claro que ele seria deportado, Arar pediu que ele fosse deportado para o Canadá; embora ele não tenha visitado a Síria desde sua mudança para o Canadá, ele manteve a cidadania síria, pois a Síria não permite a renúncia à cidadania. Autoridades canadenses (inicialmente) e dos Estados Unidos rotularam sua transferência para a Síria como uma deportação, mas críticos chamaram a remoção de um exemplo de rendição para tortura por procuração, já que o governo sírio é famoso por sua tortura de detentos. Apesar da recente retórica pública, na época da deportação de Arar, a Síria estava trabalhando de perto com o governo dos Estados Unidos em sua "Guerra ao Terror". Em novembro de 2003, Cofer Black, então coordenador de contraterrorismo do Departamento de Estado dos EUA e ex-diretor de contraterrorismo da CIA, foi citado dizendo: "O governo sírio prestou uma ajuda muito útil à Al Qaeda no passado". Em setembro de 2002, o governo de George W. Bush se opôs à promulgação da "Lei de Responsabilidade da Síria", citando a eficácia das atuais sanções e a diplomacia em curso na região. Além disso, o governo observou a cooperação e o apoio da Síria no combate à Al Qaeda como uma razão para sua oposição à "Lei de Responsabilidade da Síria".

### Interrogatório dos EUA
Autoridades norte-americanas questionaram repetidamente Arar sobre sua conexão com certos membros da Al-Qaeda. Seus interrogadores também alegaram que Arar era um associado de Abdullah Almalki, um homem de origem síria em Ottawa que eles suspeitavam ter ligações com a al-Qaeda, e, portanto, suspeitavam que Arar fosse um membro da al-Qaeda. Quando Arar protestou que ele só tinha um relacionamento casual com Almalki, tendo trabalhado com o irmão de Almalki em uma firma de alta tecnologia de Ottawa, os oficiais produziram uma cópia do contrato de locação de Arar em 1997, que Almalki havia assinado. O fato de as autoridades dos EUA possuírem um documento canadense em sua posse foi mais tarde amplamente interpretado como evidência da participação das autoridades canadenses na detenção de Arar. Mais tarde foi descoberto que a assinatura de Almalki não estava no acordo de locação, ele foi listado pela Arar como contato de emergência.
Os pedidos de Arar por um advogado foram rejeitados com base no fato de que ele não era cidadão americano, portanto ele não tinha o direito de receber assistência legal. Apesar de suas negativas, ele permaneceu sob custódia dos EUA por duas semanas e, eventualmente, foi colocado em um pequeno jato que desembarcou pela primeira vez em Washington, DC, e depois em Amã, na Jordânia.

### Prisão de Arar na Síria
Uma vez em Amã, Arar afirma que ele foi vendado, algemado e colocado em uma van. "Eles me fizeram dobrar a cabeça no banco de trás", lembrou Arar. "Então esses homens começaram a me bater. Toda vez que eu tentava conversar, eles me batiam".
Arar foi transferido para uma prisão, onde alega ter sido espancado por várias horas e forçado a confessar falsamente ter participado de um treinamento da Al Qaeda no Afeganistão. "Eu estava disposto a fazer qualquer coisa para impedir a tortura", diz ele.
Arar descreveu sua cela como um "túmulo" de um metro e noventa de altura, sem luz e muitos ratos. Durante os mais de 10 meses ele foi preso e mantido em confinamento solitário, ele foi espancado regularmente com cabos triturados. Através das paredes de sua cela, Arar podia ouvir os gritos de outros prisioneiros que também estavam sendo torturados. O governo sírio compartilhou os resultados de sua investigação com os Estados Unidos. Arar acredita que seus torturadores receberam um dossiê de perguntas específicas feitas por interrogadores dos Estados Unidos, observando que ele recebeu perguntas idênticas tanto nos Estados Unidos quanto na Síria.
Enquanto estava preso, a esposa de Arar, Monia Mazigh, conduziu uma campanha ativa no Canadá para garantir sua libertação. Após a sua libertação em outubro de 2003, a Síria anunciou que não poderia encontrar ligações terroristas. O oficial sírio Imad Moustapha afirmou que "Nós tentamos encontrar qualquer coisa. Nós não pudemos." Autoridades sírias também negaram que torturaram Arar.

### O retorno de Arar para o Canadá
Arar foi libertado em 5 de outubro de 2003, 374 dias após sua deportação para a Síria. Ele retornou ao Canadá, reunindo-se com sua esposa e filhos. O casal mudou-se para Kamloops, na Colúmbia Britânica, onde sua esposa Monia aceitou um emprego como professora na Universidade Thompson Rivers. O casal depois voltou para Ottawa. De volta ao Canadá, Arar afirmou que havia sido torturado na Síria e procurou limpar seu nome, embarcando em desafios legais tanto no Canadá quanto nos Estados Unidos, bem como uma campanha de educação pública. Arar recebeu um PhD em engenharia elétrica da Universidade de Ottawa em 2010.

## Resposta do governo canadense

### Pedido de desculpas do governo canadense e compensação
Em 26 de janeiro de 2007, após meses de negociações entre o governo canadense e o advogado de Arar, o primeiro-ministro Stephen Harper emitiu um pedido formal de desculpas a Arar em nome do governo canadense, pedindo desculpas por qualquer papel que as autoridades do país possam ter desempenhado no que aconteceu ao Sr. Arar, Monia Mazigh e sua família em 2002 e 2003" e anunciaram que Arar receberia um acordo de 10,5 milhões de dólares pela provação e um adicional de um milhão por custos legais.

### Desculpas RCMP
Em 28 de setembro de 2006, o Comissário da RCMP Giuliano Zaccardelli emitiu um pedido de desculpas a Arar e sua família durante o comitê da Câmara dos Comuns sobre segurança pública e segurança nacional: 
Sr. Arar, gostaria de aproveitar esta oportunidade para expressar publicamente a você e à sua esposa e aos seus filhos o quanto realmente sinto muito por qualquer parte que as ações da RCMP possam ter contribuído para as terríveis injustiças que você experimentou e a dor que você e sua família sofreram.
Arar agradeceu ao comissário Zaccardelli por seu pedido de desculpas, mas lamentou a falta de medidas disciplinares concretas contra os indivíduos cujas ações levaram à sua detenção e subsequente tortura. Zaccardelli mais tarde renunciou ao cargo de comissário da RCMP devido a este caso.

## As tentativas de reparação legal de Arar
Maher Arar, de volta ao Canadá, moveu ações contra a Síria, o Canadá, os Estados Unidos e a Jordânia.

### Processos contra Síria e Jordânia
Arar tentou processar tanto o governo sírio quanto o governo jordaniano nos tribunais canadenses, mas ambos os casos foram arquivados com base no fato de que os tribunais canadenses não tinham jurisdição.

### Processo contra os Estados Unidos
Em janeiro de 2004, Arar anunciou que estaria processando o então procurador-geral dos Estados Unidos, John Ashcroft, por seu tratamento.
O Centro para os Direitos Constitucionais apresentou o processo Arar v Ashcroft contra o ex-procurador-geral John Ashcroft, o diretor do FBI Robert Mueller e o então secretário de Segurança Interna Tom Ridge, além de vários funcionários de imigração dos EUA. Acusa os réus de violar o direito constitucional de Arar ao devido processo legal; seu direito de escolher um país de deportação diferente daquele em que seria torturado, como garantido pela Lei de Proteção às Vítimas da Tortura; e os seus direitos ao abrigo do direito internacional.
O processo acusa os direitos processuais da Quinta Emenda de Arar de serem violados quando ele foi detido sem acesso a um advogado ou ao sistema judiciário, tanto internamente antes de ser processado, quanto durante sua detenção pelo governo sírio, cujas ações foram cúmplices dos EUA. Além disso, os funcionários do Procurador Geral e do INS que realizaram sua deportação também violaram seu direito ao devido processo, submetendo-o a tortura nas mãos de um governo estrangeiro que eles tinham todas as razões para crer que realizariam interrogatórios abusivos.
Além disso, Arar entrou com uma ação sob a Lei de Proteção às Vítimas da Tortura, aprovada pelo Congresso dos Estados Unidos em 1992, que permite que uma vítima de tortura por um indivíduo de um governo estrangeiro apresente uma ação contra esse ator em um tribunal dos EUA. A reivindicação de Arar sob o ato contra Ashcroft e os diretores do INS é baseada em sua cumplicidade em provocar a tortura que ele sofreu. O caso foi arquivado no Tribunal Distrital dos Estados Unidos para o Distrito Leste de Nova York.
No caso, Arar estava buscando indenizações compensatórias e punitivas e uma declaração de que as ações do governo dos EUA foram ilegais e violaram seus direitos humanos constitucionais, civis e internacionais.
Um ano depois de o caso ser apresentado, o governo dos EUA invocou o raramente usado "Privilégio de Segredos de Estado" em uma moção para rejeitar o processo. O governo alegou que ir adiante em um tribunal aberto colocaria em risco a inteligência, a política externa e os interesses de segurança nacional dos Estados Unidos. Especificamente, a invocação do privilégio de segredos de estado do governo afirmou que a divulgação de "a base para a rejeição da designação do requerente do Canadá como o país para o qual o autor desejava ser deportado", "a base para a decisão de excluir o demandante deste país", e "as considerações envolvidas na decisão de removê-lo para a Síria" prejudicariam os interesses de segurança nacional.
Em 16 de fevereiro de 2006, o juiz David Trager, da Corte Distrital do Brooklyn, rejeitou a ação de Arar contra membros do governo de George W. Bush, baseando sua decisão em razões de segurança nacional.
Os advogados do Centro de Direitos Constitucionais apelaram para o Segundo Tribunal de Apelações, que subsequentemente confirmou a rejeição.
Em 13 de agosto de 2008, surgiram noticias na imprensa de que o Tribunal de Apelações dos EUA para o segundo circuito havia concordado em revisar o caso, no pleno. Em 9 de dezembro de 2008, as alegações orais foram ouvidas por todos os doze membros do tribunal de apelação. Em uma decisão de 7-4 datada de 2 de novembro de 2009, o Tribunal de Apelações do 2º Circuito dos Estados Unidos confirmou a decisão do tribunal distrital. Ao negar a alegação de Arar, o Juiz Chefe Dennis Jacobs escreveu: "Nossa decisão não impede a revisão judicial e a supervisão neste contexto. Mas se medidas civis por danos devem ser criadas para danos sofridos no contexto da entrega extraordinária, deve ser criado pelo Congresso, que sozinho tem a competência institucional para definir parâmetros, delinear salvaguardas, e especificar o alívio. Se o Congresso decidir legislar sobre este assunto, então a revisão judicial de tal legislação estaria disponível”. Após a decisão do tribunal Arar fez a seguinte declaração:
Depois de sete anos de dor e dura luta, era minha esperança que o sistema judiciário ouvisse meu pedido e atuasse como um órgão independente do poder executivo. Infelizmente, essa recente decisão e decisões tomadas em outros casos semelhantes, provam que o sistema judiciário nos Estados Unidos se tornou mais ou menos uma ferramenta que o poder executivo usa para facilmente manipular por meio de alegações infundadas e medos de medo. Se qualquer coisa, esta decisão é uma perda para todos os americanos e para o estado de direito.
O Centro de Direitos Constitucionais, que representa Maher Arar, apresentou uma petição à Suprema Corte dos EUA em 1º de fevereiro de 2010 para ouvir o caso Arar.
A Suprema Corte dos EUA se recusou a ouvir o caso de Arar.

## Prêmios e elogios
A revista Time escolheu Arar como Newsmaker canadense do ano de 2004. Em 18 de outubro de 2006, Arar e o Centro de Direitos Constitucionais foram homenageados com o Letelier-Moffitt Human Rights Award pelo Instituto de Estudos Políticos, em reconhecimento à luta para limpar seu nome e chamar a atenção para os abusos americanos de direitos humanos ao lidar com suspeitos de terrorismo. Arar, junto com o sargento Patrick Tower, foi escolhido para o co-Nation Builder pelo The Globe and Mail para 2006. Em abril de 2007, a revista Time nomeou Arar para o TIME 100, sua listagem anual das 100 pessoas mais influentes no mundo. A entrada de Arar, na posição 58 da categoria Heroes & Pioneers, foi escrita pelo senador norte-americano Patrick Leahy e diz que seu caso "é um triste exemplo de como temos estado dispostos a sacrificar nossos princípios fundamentais ao poder governamental" em nome da segurança, quando isso só prejudica os princípios que defendemos e nos torna menos seguros". Os EUA não permitiram que ele participasse do evento de reconhecimento da Time.
Em 2011, a Arar endossou o navio canadense para Gaza, parte da Flotilha da Liberdade II, que visa acabar com o bloqueio israelense da Faixa de Gaza .

## Ver Também
- PRISM
- Revelações da Vigilância global (1970–2013)
- Tratado de Segurança UK-USA